# Destino final: lazos de sangre
Destino final: Lazos de sangre (título original en inglés: Final Destination: Bloodlines, también conocida como Destino final 6) es una película de terror sobrenatural estadounidense de 2025 dirigida por Zach Lipovsky y Adam Stein. Es la sexta entrega de la franquicia de películas Destino final. La película fue escrita por Guy Busick y Lori Evans Taylor, basada en una historia desarrollada por ellos y Jon Watts y está protagonizada por Kaitlyn Santa Juana como una estudiante universitaria que hereda de su abuela moribunda visiones mortales de una premonición anterior de un suceso ocurrido en 1968 y le advierte de que la  Muerte viene por su familia. Teo Briones, Richard Harmon, Owen Patrick Joyner, Anna Lore, Brec Bassinger y Tony Todd aparecen en papeles secundarios.
Tras el éxito comercial de Destino final 5, se inició el desarrollo de una nueva película, descrita como una «reimaginación» de la franquicia. En marzo de 2020, el productor de la serie Craig Perry dijo que la película estaría ambientada «en el mundo de los socorristas» y, en octubre de ese año, el creador de la serie Jeffrey Reddick confirmó que se trataba de la sexta película de la franquicia. En enero de 2022, estaba previsto que la película se estrenara en el servicio de streaming HBO Max, con Lipovsky y Stein como directores y Busick uniéndose a Taylor como coguionista del filme. En marzo de 2024, Warner Bros. Pictures anunció que la película se estrenaría en cines. El rodaje tuvo lugar en Vancouver de marzo a mayo de 2024, tras los retrasos debidos a la huelga SAG-AFTRA.
La película fue estrenada el 16 de mayo de 2025 en los Estados Unidos bajo la distribución de Warner Bros. Pictures. Recibió reseñas generalmente favorables de los críticos y ha recaudado 285.3 millones de dólares en todo el mundo, convirtiéndose en la película mejor reseñada y de mayor recaudación de la franquicia.

## Argumento
En 1968, Iris Campbell y su prometido Paul asisten a la ceremonia de inauguración del Sky View, una torre de restaurantes de gran altura. En la fiesta de baile, Iris sufre una premonición en la que un fragmento de lámpara de araña rompe el suelo de cristal bajo los invitados, mientras que un calentador de gas gotea y provoca una enorme explosión, que provoca el derrumbe de la torre y la muerte de todos.
En el presente, la nieta de Iris, la estudiante universitaria Stefani Reyes, sufre pesadillas recurrentes sobre el derrumbe. Al darse cuenta de que las pesadillas están relacionadas con su abuela Iris, regresa a casa en busca de respuestas y es recibida por su padre Marty y su hermano menor Charlie. Los hermanos visitan a su tío Howard, a su tía Brenda y a sus primos Erik, Julia y Bobby. Cuando Stefani le pregunta a Howard por Iris, éste le explica que Iris les sometió a él y a la madre de Stefani, Darlene, a una educación sobreprotectora y que se recluyó en sí misma, lo que provocó que Darlene abandonara a la familia. Brenda ayuda a Stefani a encontrar cartas de Iris, que la conducen a una cabaña fortificada donde Iris vive ahora.
Con una enfermedad terminal, Iris le dice a Stefani que interrumpió el plan de la Muerte al impedir el derrumbe de la torre, salvando las vidas de todos los que estaban allí esa noche. Como resultado, la Muerte comenzó a matar a los supervivientes en el orden en que habrían muerto en el Sky View, junto con sus respectivos descendientes. Paul murió más tarde en un accidente, lo que llevó a Iris a documentar el comportamiento de la Muerte en un libro y a vivir aislada para prolongar la vida de su familia. Aunque Stefani se muestra escéptica, Iris abandona la cabaña para entregarle el libro y decide sacrificarse para demostrar sus afirmaciones y mostrarle cómo actúa la muerte, con una reacción en cadena la cual provoca que una veleta le empale la cabeza.
Tras el funeral de Iris, Darlene regresa, pero Stefani le guarda rencor por su ausencia desde la infancia. Stefani lee el libro de Iris y se entera de que alguien llamado «JB» encontró a alguien que derrotó a la Muerte. Durante una barbacoa familiar, una reacción en cadena provoca que Howard pise un trozo de vidrio y caiga en el camino de una cortadora de césped en marcha que le destroza la cara y lo mata. Tras el funeral de Howard, otra reacción en cadena provoca un incendio en la tienda de tatuajes de Erik, pero éste sobrevive gracias a su ropa de cuero. Al día siguiente, convencidos de que la Muerte está detrás de la familia, Stefani y Charlie advierten a sus primos, pero son escépticos hasta que Julia cae en un bote de basura y es arrojada a un camión de basura donde muere aplastada por el compactador del camión. La familia se da cuenta de que la Muerte viene a por ellos por orden de edad, empezando por la rama de la familia de Howard antes de pasar a la de Darlene. Marty y Brenda se libran, ya que no son parientes consanguíneos, y Erik se libra por ser fruto del adulterio de Brenda y, por tanto, no pertenecer a la línea de sangre de Iris.
Darlene sugiere ir al hospital donde trabaja «JB», quien resulta ser William Bludworth. Presente en el Sky View de niño y el último en morir en la premonición, revela que ha pasado la mayor parte de su vida intercambiando ideas con Iris para aprender las reglas de la Muerte. Explica a la familia que hay dos formas de vencer a la Muerte: matar a alguien para tomar sus años de vida o morir y ser revivido, citando a Kimberly Corman como la única sobreviviente que lo logró. Retirándose de su trabajo como agente funerario, Bludworth les revela que tiene cáncer terminal y abandona el hospital esperando sucumbir a su propia enfermedad tras la muerte de la línea de sangre de Iris, deseándole suerte a la familia antes de partir.
Erik convence a Bobby para que emplee la segunda estrategia de Bludworth, dándole una galleta rellena de cacahuete para provocarle una reacción reacción alérgica mortal y ser revivido posteriormente con un autoinyector de epinefrina. El plan sale mal cuando una máquina de resonancia magnética falla y arranca los piercings de Erik, lo arrastra y lo empala con una silla de ruedas, mientras que el resorte de una máquina expendedora empala la cabeza de Bobby (esto fue tomado como represalia por haber retado a la Muerte). A pesar de que Erik parecía estar a salvo, Stefani razona que su intervención tratando de ayudar a Bobby también lo puso en la lista. Stefani, Charlie y Darlene deciden conducir hasta la cabaña de Iris, con la intención de esconderse de la Muerte. La caravana se estrella y el cinturón de seguridad de Stefani se atasca. La cabina explota después de una reacción en cadena, lanzando la caravana al agua mientras Stefani comienza a ahogarse. Darlene salva a Charlie y le suplica que rescate a Stefani antes de que un poste de luz caiga y la parta en dos. Charlie rompe el cinturón de seguridad para liberar a Stefani y le realiza RCP para reanimarla, interrumpiendo así el plan de la Muerte y salvándolos a ambos.
Una semana más tarde, durante la ceremonia de graduación de Charlie, el padre de la novia de Charlie les dice a los hermanos que el corazón de Stefani nunca se paró y que una persona solo se considera muerta por ahogamiento después haber estado en parada cardiorrespiratoria. Charlie reanimó a su hermana en menos de un minuto y antes de que eso sucediese, revelando que simplemente estaba inconsciente. Justo cuando se dan cuenta de lo que implicaba, un tren de carga que transporta troncos se descarrila en el vecindario y su carga aplasta y mata a Stefani y Charlie instantáneamente.

## Reparto
- Kaitlyn Santa Juana como Stefani Reyes Campbell, una estudiante universitaria atormentada por pesadillas sobre el derrumbe de una torre en 1968.[5][6]
- Teo Briones como Charlie Reyes Campbell, el hermano menor de Stefani.[7][6]
- Richard Harmon como Erik Campbell, uno de los primos de Stefani.[7]
- Owen Patrick Joyner como Bobby Campbell, uno de los primos de Stefani.[7]
- Rya Kihlstedt como Darlene Campbell, la madre distanciada de Stefani y Charlie e hija de Iris.[7][6]
- Anna Lore como Julia Campbell, una de las primas de Stefani.[7]
- Gabrielle Rose como Iris Campbell, la abuela de Stefani que tuvo una premonición en 1968.[8]
  - Brec Bassinger como Iris Campbell (joven).[8]
- Tony Todd como William Bludworth.[5]
  - Jayden Oniah como William Bludworth (joven).[5]
- Tinpo Lee como Marty Reyes, el padre de Stefani.[8][6]
- April Telek como Brenda Campbell, tía de Stefani.[8]
- Alex Zahara como Howard Campbell, tío de Stefani e hijo de Iris.[8]
- Max Lloyd-Jones como Paul Campbell, el esposo de Iris.[8]
- Brenna Llewellyn como Val, la compañera de universidad de Stefani.[8]

Yvette Ferguson, Mark Brandon, Natasha Burnett, Travis Turner, Bernard Cuffling, Megan Hui y Noah Bromley aparecen como supervivientes del derrumbe de la torre Sky View.

## Producción
Antes del lanzamiento de Final Destination 5 en 2011, el actor Tony Todd, recurrente en la franquicia, comentó que si la película tenía éxito, se filmarían dos secuelas. Con respecto al seguimiento, el director de la película Steven Quale declaró: «Quién sabe. Nunca digas nunca. Quiero decir, dependerá de los fanáticos. Veremos cómo se desempeña a nivel internacional y si genera tanto dinero como la cuarta, estoy seguro de que Warner Brothers querrá hacer otra.» En enero de 2019, New Line Cinema anunció que una nueva entrega de Destino final  se encontraba en desarrolló. Patrick Melton y Marcus Dunstan escribieron el guion inicial, descrito como una «reimaginación» de la franquicia. En marzo de 2020, Craig Perry, productor la franquicia, dijo que la película «tendría lugar en el mundo de los  socorristas» con la inclusión de paramédicos, bomberos y agentes de policía. Cuando se le preguntó si la historia estaba ambientada en el mismo canon que las entregas anteriores, dijo: «reiniciar probablemente sea una palabra demasiado fuerte... hace que parezca que se va a cambiar todo, pero definitivamente es una película de Destino Final».

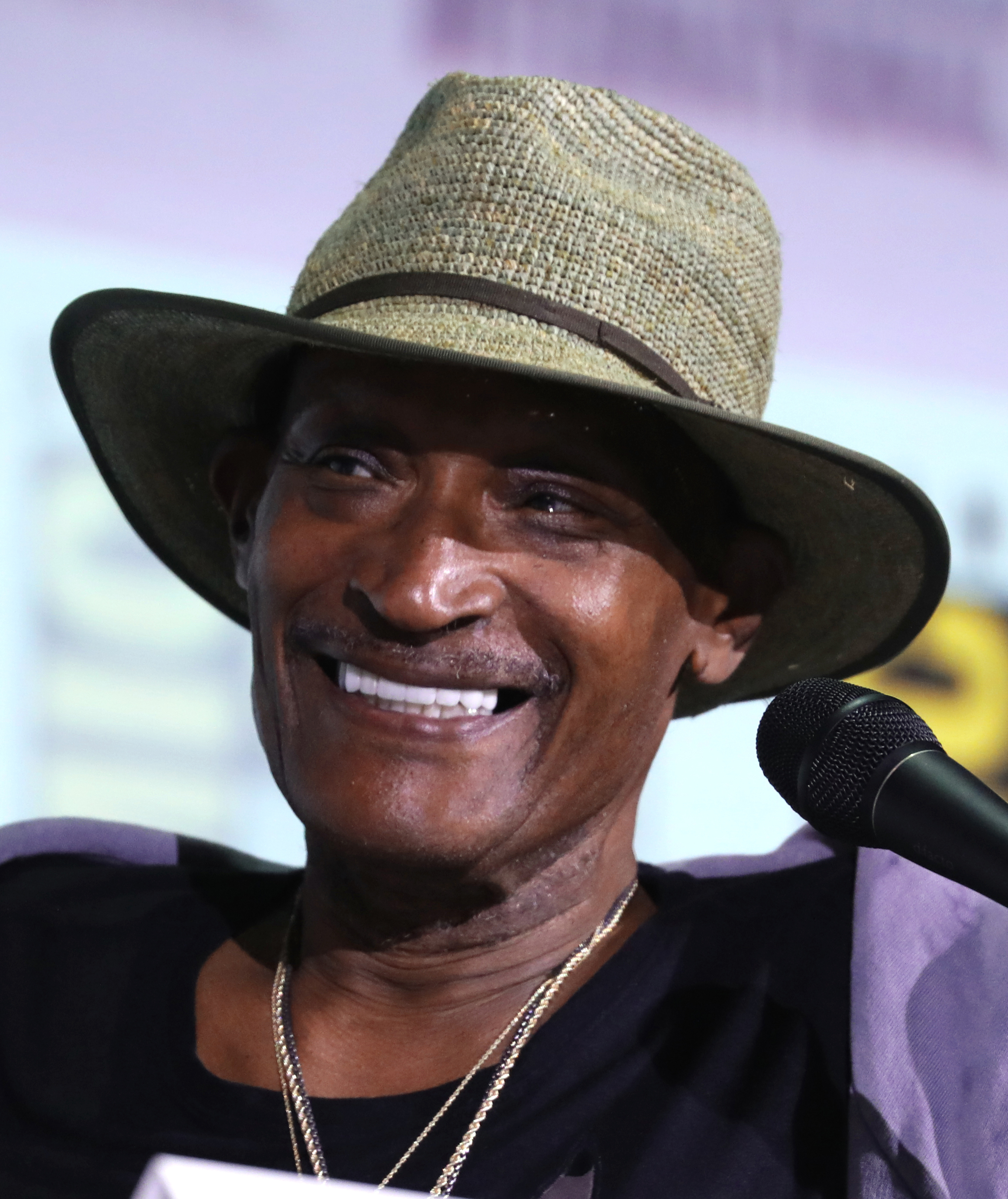
Tony Todd volvió a interpretar a William Bludworth antes de su muerte en 2024.

En octubre de 2021, se informó que Lori Evans Taylor se había convertido en la nueva guionista de la película. En enero de 2022, HBO Max anunció que distribuiría la película, Jon Watts se unió al proyecto como productor y se confirmó que Taylor había escrito el guion junto a Guy Busick. En julio, Jeffrey Reddick dijo que la película diferiría de la fórmula de la franquicia. En septiembre, Zach Lipovsky y Adam Stein fueron seleccionados de entre más de doscientos candidatos para dirigir la película. Durante una reunión a través de Zoom con ejecutivos y productores de New Line para hacer su propuesta, Lipovsky y Stein protagonizaron un extraño accidente como los de la franquicia cinematográfica al final de la llamada; los conocedores dijeron que la broma, que presentaba una combinación de imágenes pregrabadas y efectos visuales y mostraba la pasión de los realizadores por la película, selló el trato y consiguió que los contrataran. En septiembre de 2023, Tony Todd firmó oficialmente para volver a interpretar a William Bludworth, con la cinta explorando a fondo la historia detrás de su personaje. A pesar de la muerte de Todd en noviembre de 2024, Warner Bros. confirmó que había rodado todas sus escenas para la película. En marzo de 2024, se anunció que la película sería estrenada en los cines por Warner Bros. Pictures en 2025. También se dio a conocer la mayor parte del reparto. La doble de acción Yvette Ferguson, de 71 años, salió de su retiro para realizar un truco con fuego en la escena de la premonición, que el director Lipovsky cree que es un récord mundial para la persona de más edad a la que se prende fuego delante de una cámara.

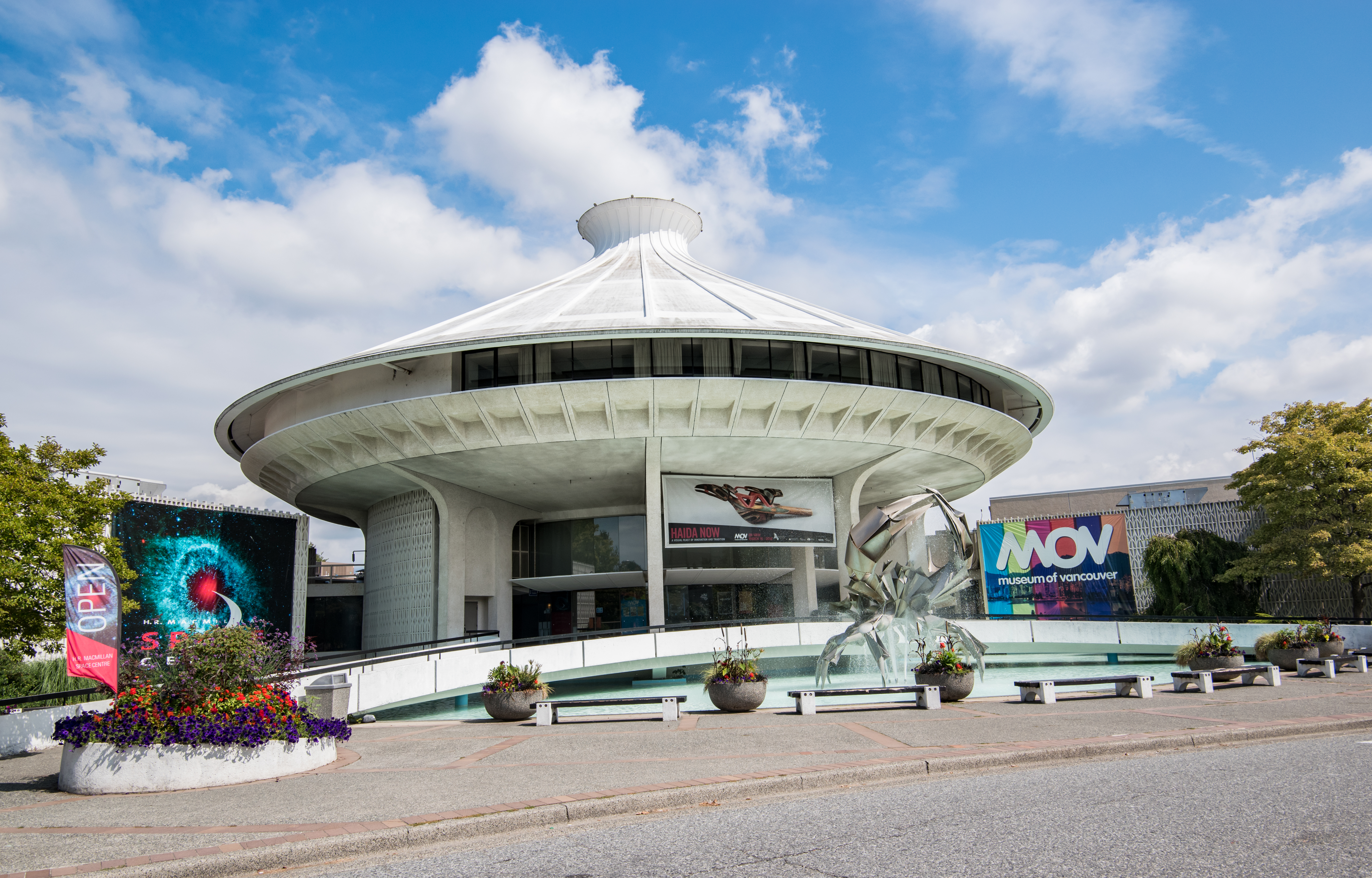
La catástrofe inaugural del derrumbe de la torre Sky View en Cloverdale, Nueva York, utilizó como base de la torre el Museo de Vancouver, situado en Vancouver, Columbia Británica.

El rodaje estaba planeado a realizarse en Vancouver, Columbia Británica, del 31 de julio al 13 de octubre de 2023. Sin embargo, a mediados de julio, la producción se retrasó debido a la huelga SAG-AFTRA. Con Christian Sebaldt como director de fotografía, el rodaje comenzó en Vancouver el 4 de marzo de 2024, y finalizo el 13 de mayo de 2024. Tim Wynn fue contratado para componer la banda sonora en diciembre de 2024.

## Música

### Banda sonora
La banda sonora de Destino Final: Lazos de Sangre fue lanzada por Lakeshore Records el mismo día del estreno de la película. La banda sonora contiene 32 temas compuestos por Tim Wynn. Es el tercer álbum de la banda sonora de Destino final que se publica.

Canciones comerciales de la película, pero no de la banda sonora
- «Bad Moon Rising» de Creedence Clearwater Revival
- «Ring of Fire» de Johnny Cash
- «Fallin'» de Connie Francis
- «Shout» de The Isley Brothers
- «Raindrops Keep Fallin' on My Head» de Bobbie Gentry
- «Escape (The Piña Colada Song)» de Rupert Holmes
- «Enter the Grave» de Evile
- «Without You» de Air Supply
- «Stronger (What Doesn't Kill You)» de Kelly Clarkson
- «Spirit in the Sky» de Norman Greenbaum

### Partitura
El álbum contiene 32 temas compuestos por Tim Wynn.
1. «Bloodlines (End Titles)» (1:45)
2. «Elevator Ride» (1:46)
3. «The MRI» (2:25)
4. «We Can't Give In» (1:46)
5. «Bludworth's Goodbye» (2:45)
6. «Bludworth» (2:43)
7. «Escape to the Compound» (1:36)
8. «Two of Us» (2:30)
9. «The Plan» (1:45)
10. «Waterworld» (2:44)
11. «Seeing is Believing» (1:50)
12. «The Skyview» (1:29)
13. «Lawnmower Man» (2:00)
14. «Drive to Iris» (1:34)
15. «Meet Bludworth» (1:08)
16. «I See You» (1:33)
17. «Decoding Iris' Book» (1:23)
18. «Connecting the Dots» (4:13)
19. «Resurrection» (3:19)
20. «I Screwed Up the Order» (3:03)
21. «Tower of Terror» (2:21)
22. «Tempting Death» (1:43)
23. «Technically You Weren't Dead» (1:15)
24. «Graveyard» (2:02)
25. «Recycling» (1:11)
26. «Your Plan is Nuts» (2:06)
27. «Premonition» (1:01)
28. «The Book» (1:42)
29. «Psycho Grandma» (1:46)
30. «The Collapse» (1:05)
31. «Look After Paco» (1:38)
32. «The Compound» (2:02)
33. «End Credits Suite» (5:13)

## Estreno
Destino Final: Lazos de Sangre fue estrenada en los Estados Unidos por Warner Bros. Pictures el 16 de mayo de 2025. La película se rodó para IMAX y se estrenó tanto en formato IMAX como estándar. Los días 9 y 10 de mayo, una semana antes del estreno, se proyectó un programa especial doble que incluía la película original de 2000. El Día de la Madre se proyectó una versión de broma de la película, retitulándola como Love at the Sky View; los espectadores vieron la película con sus madres, que supusieron que se trataba de una comedia romántica.
El tráiler de la película se estrenó el 25 de marzo de 2025 en 65 mercados y estuvo disponible en 44 idiomas diferentes. Según los cálculos de WaveMetrix, obtuvo 178,7 millones de visitas en todo el mundo en las primeras 24 horas, lo que lo convierte en el segundo tráiler de terror más visto (por detrás de It, de New Line, con 200 millones de visitas).
El 19 de mayo de 2025, el techo del cine Cinema Ocho de La Plata, Argentina, se derrumbó mientras se proyectaba la película, hiriendo a un espectador. No se registraron víctimas mortales.
El 17 de junio de 2025, Warner Bros. Home Entertainment anunció que la película ya estaba disponible en plataformas digitales, tan solo un mes después de su estreno en cines en Estados Unidos. La película saldrá a la venta en Blu-ray Ultra HD, Blu-ray y DVD el 22 de julio de 2025.

## Recepción

### Taquilla
Hasta el 26 de julio de 2025, Destino Final: Lazos de Sangre  recaudo 138.1 millones de dólares en Estados Unidos y Canadá, y 147.2 millones en otros territorios, lo que le da un total mundial de 285.3 millones de dólares.
En Estados Unidos y Canadá, la película se estrenó junto a Hurry Up Tomorrow, y se preveía que recaudara entre 35 y 40 millones de dólares en 3.400 salas en su fin de semana de apertura. La película recaudó 21 millones de dólares en su primer día, incluidos 5.5 millones de dólares estimados en los preestrenos del jueves por la noche. Su estreno recaudó 51.6 millones de dólares, lo que la situó en el primer puesto de la taquilla. Su fin de semana de estreno fue el mayor de la franquicia, incluso ajustado a la inflación, superando a Destino final 4 (27.4 millones de dólares en 2009). La película recaudó 19,3 millones de dólares en su segundo fin de semana (una caída del 63%) y 10,8 millones de dólares en el tercero, quedando en tercer y cuarto lugar, respectivamente, por detrás de Karate Kid: Legends, Misión imposible: Sentencia final y Lilo & Stitch.
En Filipinas, un mercado en el que el género de terror goza de gran popularidad, Destino final: Lazos de sangre obtuvo el segundo fin de semana de estreno más taquillero de todos los tiempos para una película de terror (después de Insidious: The Red Door) y batió los récords del fin de semana de estreno más taquillero de 2025, el fin de semana de estreno más taquillero para una película R-16 y la película de terror más taquillera de todos los tiempos (superando a Insidious: The Red Door).

### Crítica
La película recibió la mejor acogida crítica de la franquicia. En Rotten Tomatoes, el 92% de las 201 críticas son positivas. El consenso del sitio web es el siguiente: «Añadiendo algunas capas emocionales sorprendentes a los macabros huesos de la mitología de Destino Final, Lazos de Sangre ejecuta con ingenio y precisión las espeluznantes escenas y convierte la inminente fatalidad en diversión escandalosa». Metacritic, que utiliza una media ponderada, asignó a la película una puntuación de 74 sobre 100, basada en 32 críticos, lo que indica críticas «generalmente favorables». El público encuestado por CinemaScore otorgó a la película una nota media de «B+» en una escala de A+ a F, mientras que los encuestados por PostTrak le concedieron una media de cuatro estrellas sobre cinco, y el 69% afirmó que recomendaría sin duda la película.
Todd Gilcrest, de Variety, calificó la película de «inteligente, imprevisible y divertida» y elogió la interpretación de Todd como «un tierno homenaje a la luminaria del terror y tejido conectivo retroactivo entre los dispares capítulos de la franquicia». Frank Scheck, de The Hollywood Reporter, escribió que la película «ofrece al público exactamente lo que espera. A saber, una serie de fatalidades diabólicas, ingeniosamente diseñadas, al estilo de Rube Goldberg , que en su mayoría están tan dentro del ámbito de lo posible que te encontrarás cruzando la calle con mucho cuidado después de salir del cine». También elogió la aparición de Todd como «un recordatorio conmovedor de que en la vida real, como en estas películas, la muerte llega para todos».

## Futuro
Stein señaló que el potencial narrativo sigue abierto, haciendo hincapié en la naturaleza compleja y lenta del desarrollo de este tipo de películas. Aunque reconoció la posibilidad de futuras entregas, indicó que el proceso creativo requiere un esfuerzo y una innovación considerables. Perry también se mostró abierto a la continuación de la franquicia, señalando que Lazos de Sangre ha ampliado la flexibilidad creativa de la serie, permitiendo nuevas direcciones narrativas y conexiones a través de diferentes períodos.